# Hendrik Vlug
Hendrik Vlug (Diemen,  3 september 1897 – Rijswijk, 28 oktober 1968) was een Nederlands politicus, voor de Anti-Revolutionaire Partij.

## Levensloop
Hij bezocht het Gymnasium in Amsterdam. Vlug startte zijn carrière bij de gemeente Hilversum, daar werkte hij van 1919 tot 1935. Hij begon als klerk bij de afdeling bevolking en was opgeklommen tot de functie chef afdeling Registratuur.

### Politiek
In 1936 werd Vlug geïnstalleerd als burgemeester van Groot-Ammers, Langerak en Nieuwpoort. In zijn korte ambtsperiode zijn deze gemeenten er financieel op vooruit gegaan. Na eervol ontslag werd hij in 1939 geïnstalleerd als burgemeester van Huizen. In Huizen was hij verantwoordelijk voor de bouw van het 'nieuwe stadhuis' alsmede de oprichting van de collecte-commissie in 1940 voor de getroffen landgenoten. Ook verwelkomde hij eind 1940 de 10.000e inwoner van de gemeente. Op advies van de Centraal Orgaan op de Zuivering van Overheidspersoneel kreeg Vlug in 1946 eervol ontslag (samen met 74 collega burgemeesters); omdat hij om de een of andere reden niet kon aanblijven. Later werden 43 dossiers opnieuw onderzocht. Acht dossiers, waaronder die van Vlug, leidden tot volledige rehabilitatie.
Na verkregen eerherstel werd Vlug in 1949 geïnstalleerd als burgemeester van Leerdam. In 1958 deed hij verzoek tot ontslag vanwege gezondheidsredenen.

### Persoonlijk
Vlug was getrouwd met Wilhelmina Bogaard. Samen waren zij ouders van zes kinderen. Vlug was lid van de Nederlandse Hervormde Kerk.